# Remigia bahamica
Remigia bahamica là một loài bướm đêm trong họ Erebidae.